# Napad na policijsku postaju u Belom Manastiru 13. kolovoza 1991.
Teroristički napad u Belom Manastiru, teroristički napad velikosrpskih pobunjenika na hrvatske policajce 13. kolovoza 1991. godine.
U Domovinskom ratu su srpnja 1991. velikosrpski napadači su prvi put napali Policijsku postaju MUP-a RH Beli Manastir, a napali su ih tromblonima. Zatim su uslijedila svakodnevna granatiranja policijske postaje i blokiranje vitalnih prometnica, zbog čega su hrvatske vojne i redarstvene snage odlučile premjestiti policijsku postaju u Petlovac, a nakon toga preko Valpova u Osijek.
13. kolovoza 1991. godine hrvatski su policajci u Belom Manastiru bili obavljali policijske zadaće u blizini tvrtke Remonta. Upali su u zasjedu. Ubijeni su policajci Marjan Kuzman i Zoran Sinanović, a ranjen je policijski službenik Darko Maltar, a svi su bili u kontroli prometa. Na to je upućena je pomoć pripadnika Specijalne jedinice policije iz Osijeka. No, napadači su računali i na to, pa su i njima već pripremili zasjedu između mjesta Uglješa i Čeminca. Tad su ubili Vidoju Marića, a ranili Mirka Pongraca i Josipa Županića.
Danas se ispred Policijske postaje Beli Manastir nalazi spomen obilježje ubijenim hrvatskim policajcima.